# Capitão Leônidas Marques
Capitão Leônidas Marques es un municipio brasileño del estado de Paraná. Su población estimada en 2006 era de 16.892 habitantes. Localizado en el oeste paranaense, aproximadamente a 60;km de Cascavel, principal municipio de la región.
Posee como distrito la localidad de Alto Alegre do Iguaçu.